# Нигижемская волость
Нигижемская во́лость — историческая административно-территориальная единица (волость) в составе Пудожского уезда Олонецкой губернии Российской Империи и РСФСР. Волость состояла из 61 населённого пункта. Волостное правление располагалось в селении Каршевская.
Упразднена в 1927 году.
В настоящее время территория Нигижемской волости относится в основном к Пудожскому району Республики Карелия.

## География
Самым удалённым от волостного правления поселением было Сорочье поле (35 вёрст).

## История
Декретом ВЦИК от 18 сентября 1922 года Олонецкая губерния была упразднена и волость включена в состав Карельской трудовой коммуны.
В ходе реформы административно-территориального деления СССР в 1927 году волость была упразднена, а её территория включена в Шальский район.

## Состав

### Сельские общества
В состав волости входили сельские общества, включающие 61 деревню:
- Великодворское общество
- Каршевское общество
- Подбережское общество
- Шальское общество
- Якушевское общество

### Насёленные пункты
| Великодворское общество             |       |         |       |                   |
| Поселение                           | Семей | Человек | До ВП | Школа             |
| Великодворская при реке Гакуксе     | 23    | 122     | 15    | Есть              |
| Худоугольская при реке Гакуксе      | 9     | 54      | 15    | В 0,25 версты     |
| Харловская при реке Гакуксе         | 6     | 21      | 15    | В 1 версте        |
| Турчина гора при реке Гакуксе       | 8     | 33      | 15,5  | В 1 версте        |
| Михалевская при реке Гакуксе        | 5     | 20      | 15    | В 0,5 версты      |
| Князевская при реке Гакуксе         | 7     | 26      | 15,5  | В 0,5 версты      |
| Аксинская при реке Гакуксе          | 6     | 27      | 15    | В 0,5 версты      |
| Силевская при реке Гакуксе          | 14    | 61      | 15,5  | В 0,5 версты      |
| Подмонастырская при озере Муромском | 8     | 26      | 25    | В 10 верстах      |
| Ранина гора при колодцах            | 32    | 192     | 24    | В 9 верстах       |
| Сорочье поле при реке Чёрной        | 23    | 120     | 35    | Есть              |
| Липова сельга при реке Чёрной       | 19    | 87      | 35    | В смежном селении |
| Итого                               | 160   | 789     |       | 2                 |

| Каршевское общество                |       |         |       |                |
| Поселение                          | Семей | Человек | До ВП | Школа          |
| Бесоновская при Онежском озере     | 21    | 135     | 15    | В 15,5 верстах |
| Великодворская при колодцах        | 23    | 121     | 0,25  | В 0,25 версты  |
| Знаменская при колодцах            | 3     | 11      | 0,25  | В 0,25 версты  |
| Черненская при озере Карачезере    | 24    | 113     | 0,5   | В 0,5 версты   |
| Каршевская при колодцах            | 29    | 150     | 0     | В 0,5 версты   |
| Окуловская при колодцах            | 23    | 141     | 0,25  | В 1 версте     |
| Шильниковская при озере Карачезере | 13    | 68      | 0,25  | В 0,5 версты   |
| Итого                              | 136   | 739     |       | 0              |

| Подбережское общество                       |       |         |       |               |
| Поселение                                   | Семей | Человек | До ВП | Школа         |
| Александро-Кичаковская при озере Карачезере | 14    | 82      | 0,5   | В 2 верстах   |
| Кичаковская при озере Карачезере            | 13    | 60      | 0,5   | В 2 верстах   |
| Росляковская при озере Карачезере           | 19    | 120     | 0,75  | В 2 верстах   |
| Ижгорская при реке Чёрной                   | 23    | 112     | 1,5   | В 2 верстах   |
| Ярчевская при реке Чёрной                   | 37    | 184     | 1,5   | В 2 верстах   |
| Матвеевская при озере Мурмозере             | 17    | 111     | 2,5   | Есть          |
| Алексеевская при озере Мурмозере            | 12    | 59      | 2,5   | Есть          |
| Гора Яковлева при озере Мурмозере           | 9     | 50      | 2,75  | В 0,25 версты |
| Подбережская при озере Мурмозере            | 19    | 114     | 3     | В 0,5 версты  |
| Корнышевская при озере Мурмозере            | 4     | 26      | 3,25  | В 0,75 версты |
| Гора Амозова при озере Мурмозере            | 7     | 47      | 3     | В 0,5 версты  |
| Корчагинская при озере Мурмозере            | 46    | 296     | 4     | В 1,5 верстах |
| Итого                                       | 220   | 1261    |       | 2             |

| Шальское общество              |       |         |       |               |
| Поселение                      | Семей | Человек | До ВП | Школа         |
| Кузнецовская при реке Шалице   | 16    | 57      | 21    | В 1 версте    |
| Непашинская при реке Шалице    | 14    | 50      | 21    | В 1 версте    |
| Бекетовская при реке Шалице    | 11    | 35      | 21,5  | В 1 версте    |
| Рагозинская при реке Шалице    | 7     | 27      | 21,5  | В 1 версте    |
| Калтоноговская при реке Шалице | 8     | 24      | 22    | В 2 верстах   |
| Дунаевская при реке Шалице     | 8     | 22      | 22    | В 2 верстах   |
| Прилузская при реке Шалице     | 3     | 8       | 22,5  | В 1 версте    |
| Мошниковская при реке Шалице   | 3     | 11      | 23    | В 1 версте    |
| Усовская при реке Водле        | 4     | 10      | 22    | В 1,5 верстах |
| Гагарская при реке Шалице      | 6     | 18      | 24    | В 1 версте    |
| Зеховская при реке Шалице      | 6     | 25      | 24,5  | В 0,5 версты  |
| Теребовская при реке Шалице    | 16    | 81      | 25    | Есть          |
| Белоглазовская при реке Шалице | 8     | 24      | 26    | В 0,5 версты  |
| Третьянская при реке Шалице    | 7     | 22      | 22    | В 2 верстах   |
| Семеновская при реке Шалице    | 39    | 161     | 20    | Есть          |
| Кашинская при реке Шалице      | 9     | 24      | 20    | В 0,25 версты |
| Климовская при реке Шалице     | 3     | 9       | 21    | В 0,5 версты  |
| Трубинская при реке Шалице     | 12    | 35      | 21,5  | В 2 верстах   |
| Дягель-наволок при реке Водле  | 10    | 35      | 22,5  | В 3 верстах   |
| Бальбинская при реке Водле     | 24    | 73      | 23    | В 4 верстах   |
| Бочиловская при реке Водле     | 16    | 49      | 25    | В 4,5 верстах |
| Пустошкинская при реке Шалице  | 8     | 30      | 35    | В 15 верстах  |
| Итого                          | 238   | 830     |       | 2             |

| Якушевское общество                    |       |         |       |               |
| Поселение                              | Семей | Человек | До ВП | Школа         |
| Юрпуча при озере Пелтозере             | 14    | 65      | 1     | В 1 версте    |
| Никитина при озере Пелтозере           | 23    | 120     | 1     | В 0,75 версты |
| Давыдовская при колодцах               | 14    | 53      | 1     | В 0,5 версты  |
| Феофиловская горка при озере Пелтозере | 23    | 97      | 0,75  | В 0,31 версты |
| Фоминская при колодцах                 | 15    | 85      | 0,75  | В 0,2 версты  |
| Якушевская при колодцах                | 39    | 231     | 0,5   | Есть          |
| Новинская при озере Пелтозере          | 5     | 27      | 0,5   | В 0,4 версты  |
| Бахтинская при колодцах                | 13    | 47      | 0,5   | В 0,05 версты |
| Итого                                  | 146   | 725     |       | 1             |

## Население
На 1890 год численность населения волости составляла 4255 человек.
На 1905 год численность населения волости составляла 4344 человека. Из них мужчин 2044, женщин 2300. Крестьян среди них 4286 (2015 муж / 2271 жен), некрестьянского населения 4286 (29 муж / 29 жен).
Самое многочисленное поселение — Корчагинская (296 жителей), самое малолюдное — Прилузская (8 жителей).

## Инфраструктура
Личное подсобное хозяйство с зоной сельскохозяйственного использования, индивидуальная застройка усадебного типа. На 1905 год в волости 849 домов и 900 семей из 4344 человек. В среднем на каждый крестьянский дом (семью) приходилось по 5 (4,9) человек.
Основа экономики — сельское хозяйство. На 1905 год в волости насчитывалось 1072 лошади, 1692 коровы и 2337 голов прочего скота.
В волости в 1905 году было 7 школ в селениях Великодворская, Сорочье поле, Матвеевская, Алексеевская, Теребовская, Семеновская и Якушевская. В среднем на 621 человека приходилась 1 школа. Дальше всего до школы было добираться из селения Бесоновская (15.5 версты). В пределах пяти вёрст от ближайшей школы находилось 57 поселений общей численностью 3961 житель (91,8 %).